# خون‌سردی و بی‌تفاوتی
«خون‌سردی و بی‌تفاوتی» (به انگلیسی: Shades of Cool) ترانه‌ای از خواننده و ترانه‌نویس آمریکایی لانا دل ری برای سومین آلبوم استودیویی‌اش، خشونت افراطی (۲۰۱۴) است. این ترانه در ۲۶ مه ۲۰۱۴ به‌عنوان سومین تک‌آهنگ خشونت افراطی توسط اینترسکوپ رکوردز منتشر شد. در متن اثر، ترانه در مورد یک مرد «غیرقابل توصیف» صحبت می‌کند.